# Palliduphantes oredonensis
Palliduphantes oredonensis là một loài nhện trong họ Linyphiidae.
Loài này thuộc chi Palliduphantes. Palliduphantes oredonensis được J. Denis miêu tả năm 1950.